# Cranioleuca vulpina
Cranioleuca vulpina là một loài chim trong họ Furnariidae.